# 臺北市政府消防局
臺北市政府消防局（簡稱臺北市消防局），1995年成立，是臺北市政府所屬一級機關。

## 演變歷史

### 日治時期
- 1899年，臺灣總督府訂頒《消防組規則》，全臺主要城市成立「私立消防組」。[1]
- 1902年12月，臺北廳籌設改組「官設消防組」，澤井市造擔任第一任頭取，經費列入警察經費預算內，是官辦消防的開始。[2]
- 1920年，臺灣總督府頒布勅令《臺灣消防組規則》、府令《臺灣消防組規則施行規則》，作為臺灣消防組成立的依據。翌（1921）年，《臺灣消防組規則》明訂消防事務為地方自治事務的一環，責成各州廳警務局保安課負責辦理消防業務，並且規定各市街庄負擔消防組的經費。[1]
- 1943年，臺北比照日本內地成立臺北消防署，隸屬臺北州警察部，下設警防、機關、庶務等係，市區視情況需要分設出張所。

### 中華民國時期
- 1945年，臺北消防署在光復後由臺北市警察局接收，改組為消防隊，設隊長1名，下設5個分隊，共計佐警64名。
- 1964年1月20日，臺灣省政府公布《臺灣省各縣市暨港務局消防警察隊管理規則》，消防隊改制為「消防警察隊」，仍隸屬臺北市政府警察局。
- 1967年7月1日，臺北市升格直轄市，臺北市政府警察局配合改制，消防警察隊擴改制為「消防警察大隊」。[3]
- 1969年1月1日，消防警察大隊成立勤務指揮中心，統一受理火災之報案及整合救災指揮體系。

### 警消分立
- 1995年3月1日，警察、消防機關分立，中央成立消防署，並積極協助地方政府推動地方消防組織改制。
- 1995年7月10日，臺北市政府消防局正式成立，成為全國第一個由地方政府設立的一級消防機關。
- 1999年6月，成立全臺首創之「金鳳凰專責救護隊」35隊，配置64輛救護車及300名專責救護人員執行緊急救護工作。
- 1999年7月，成立「臺北市社區婦女防火宣導大隊」，為全國第一支婦女防火宣導團隊。
- 1999年10月， 成立全臺第一支城市搜救部隊。
- 2000年6月，成立全臺第一支金鳳凰專責救護隊，接受2千萬AED自動心體外臟電擊器緊急醫療設備。
- 2000年9月， 成立全臺第一支國際搜救隊。
- 2004年4月，率先實行火警分級制度，依火警造成的人員傷亡、財產損失、所需的救援資源及火勢劃分為一至五級。[4]

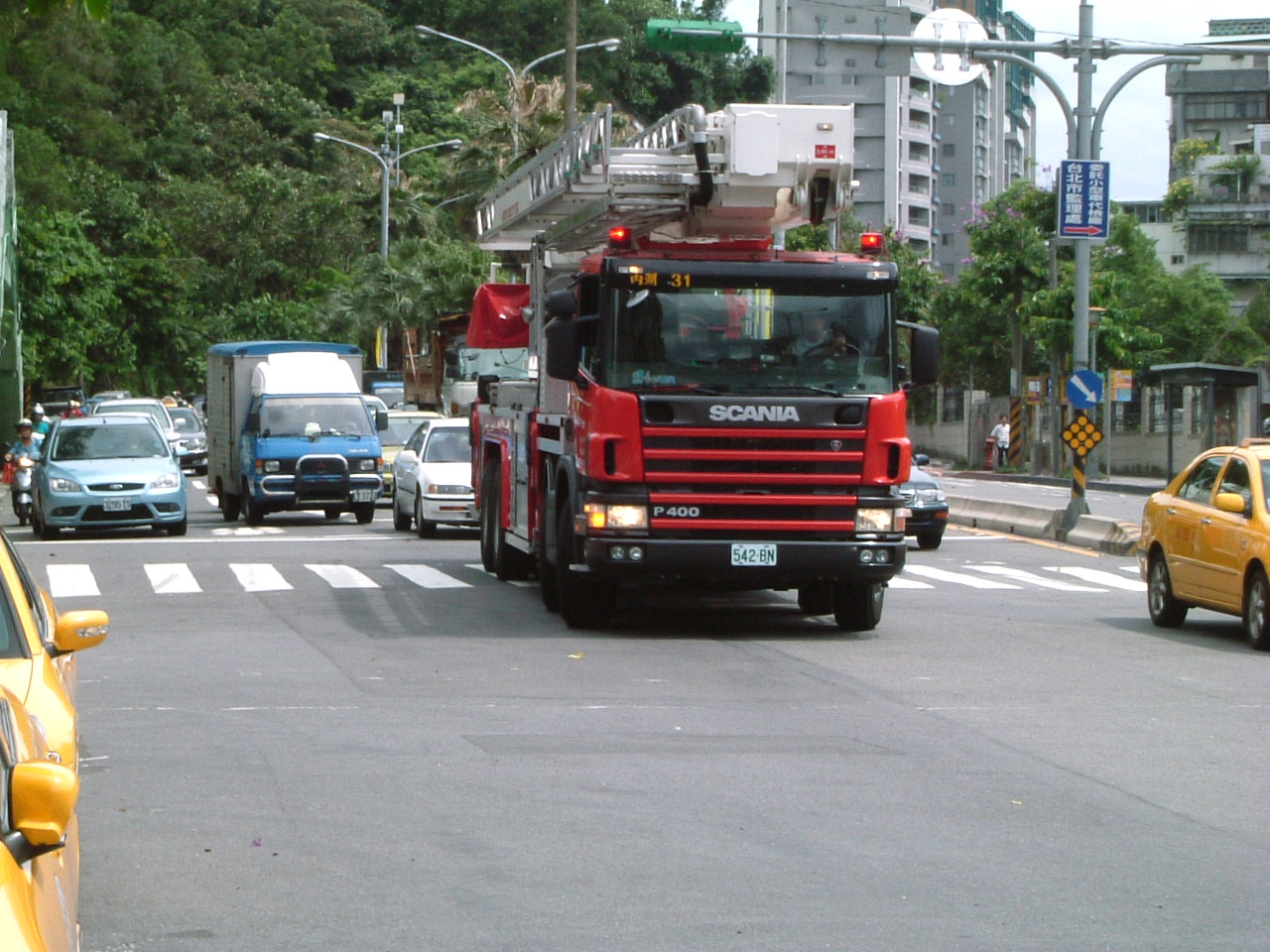
一輛臺北市政府消防局雲梯車

- 2013年6月，修正火警分級制度，取消最高的第五級，只劃分為一至四級。[5]

## 宗旨
依《消防法》第1條規定，消防人員三大任務是「預防火災」、「搶救災害」和「緊急救護」。除了上述法定任務外，捕蜂捉蛇等「為民服務」事項，也列為便民重點工作之一。另在2000年7月19日《災害防救法》公布施行後，本局成為臺北市政府各項災害之幕僚單位，以災害防救經驗，整合大家的資源，共同打造「安全、安心臺北城」，給市民全年無休的安全守護。

## 歷任首長

### 臺北市政府警察局消防警察大隊 大隊長
| 任 別 | 姓 名  | 任職期間                      | 備註                                                                                         |
| ----- | ------ | ----------------------------- | -------------------------------------------------------------------------------------------- |
| 1     | 李保宏 | 1969年11月1日－1973年7月25日  | 中央警官學校正科17期 原任基隆市警察局副局長 後任高雄縣警察局局長                             |
| 2     | 張敏昌 | 1973年7月25日－1981年10月19日 | 中央警官學校正科17期 原任臺北市政府警察局消防警察大隊副大隊長 後任臺北市政府警察局第一科科長 |
| 3     | 杜家琦 | 1981年10月19日－1984年8月1日  | 中央警官學校正科17期 原任高雄市政府警察局消防警察大隊大隊長                                  |
| 4     | 王 任  | 1984年8月1日－1987年1月6日    | 中央警官學校正科20期 原任高雄縣警察局副局長                                                  |
| 5     | 趙 鋼  | 1987年1月6日－1990年8月1日    | 中央警官學校正科32期公共安全系 原任臺中縣警察局副局長 後任內政部警政署消防組組長             |
| 6     | 陳發身 | 1990年8月1日－1995年7月9日    | 中央警官學校正科35期 原任臺北市政府警察局督察                                                |

### 臺北市政府消防局 局長
| 任 別 機關首長 | 姓 名 周子其 | 任職期間 2024                  | 備註 |
| -------------- | ------------ | ------------------------------ | --- |
| 1              | 陳發身       | 1995年7月10日－1998年12月24日  | 1998年隨陳水扁卸任市長申請退休 2000年陳水扁當選總統，又出任內政部消防署副署長                                |
| 2              | 張博卿       | 1998年12月25日－2002年12月24日 | 中央警官學校39期消防學系 原任內政部消防署副署長 因身體健康因素申請退休                                       |
| 3              | 熊光華       | 2002年12年25日－2006年12月24日 | 中央警察大學44期消防學系 中央警察大學消防系暨消防科學研究所副教授（借調任用） 2006年12月因借調期滿，回校任職 |
| 代理           | 周鳳梨       | 2006年12月25日－2007年1月31日  | 副局長代理                                                                                                   |
| 4              | 周子其       | 2007年2月1日－2010年12月25日   | 後出任總統府簡任第十四職等秘書、副秘書長                                                                     |
| 5              | 周子其       | 2010年12月－2013年2月          | 中央警官學校39期消防學系 原任臺北市政府消防局副局長 因身體健康及家庭因素申請退休                             |
| 6              | 廖小萍       | 2013年3月－2014年12月          | 中央警官學校48期消防學系 原任新竹市政府消防局局長 2014年隨郝龍斌卸任市長辭職                                 |
| 代理           | 吳鴻         | 2014年12月－2015年2月          | 副局長代理                                                                                                   |
| 7              | 吳俊鴻       | 2015年2月－2022年12月          | 中央警官學校43期戶政學系 原任臺北市政府消防局副局長 2022年隨柯文哲卸任市長辭職                               |
| 8              | 莫懷祖       | 2022年12月25日－現任           | 中央警官學校52期消防學系 原任內政部消防署火災預防組組長                                                      |

## 組織架構

### 局本部
- 局長1人（由臺北市長任命，比照簡任第十三職等）
  - 副局長3人（警監或簡任第十一職等）
  - 主任秘書1人（警監或簡任第十職等）
  - 專門委員2人（警監或簡任第十職等）
  - 簡任技正2人（簡任第十職等）
    - 科長8人（警正或薦任第九職等）
    - 主任4人（警正或薦任第九職等）
    - 技正5人（薦任第八職等至第九職等）
    - 秘書2人（警正或薦任第八職等至第九職等）
    - 督察3人（警正或薦任第八職等至第九職等）
    - 專員9人（警正或薦任第八職等至第九職等）
    - 股長24人（警正或薦任第八職等）
    - 場長1人（警正或薦任第七職等至第八職等）
    - 督察員4人（警正或薦任第七職等）
    - 科員62人（警佐或警正或委任第五職等或薦任第六職等至第七職等）
    - 技士30人（委任第五職等或薦任第六職等至第七職等）
    - 護理師5人（師(三)級）
      - 技佐21人（委任第四職等至第五職等）（內11人得列薦任第六職等）
      - 辦事員8人（委任第三職等至第五職等）
      - 書記14人（委任第一職等至第三職等）

### 救災救護大隊
- 大隊長4人（警正）
  - 副大隊長8人（警正）
  - 組長12人（警正）
  - 主任4人（警正）
  - 督察員12人（警正）
  - 中隊長12人（警正）
  - 組員24人（警佐或警正）
  - 分隊長45人（警佐或警正）
  - 副中隊長12人（警佐或警正）
    - 小隊長336人（警佐或警正）
    - 隊員1,446人（警佐）（內723人得列警正四階）
    - 書記4人（委任第一職等至第三職等）

### 業務單位
- 綜合企劃科：下設營繕股、綜計股
- 減災規劃科：下設宣導股、減災股
  - 防災科學教育館
- 整備應變科：下設應變股、整備股
- 資通作業科：下設資通股、作業股
- 火災預防科：下設預防股、檢查股、危物股
- 災害搶救科：下設搶救股、民力運用股、保養場
- 火災調查科：下設鑑識股、調查股
- 緊急救護科：下設規劃股、管理股
- 督察室
- 秘書室：下設文書股、公關事務股
- 會計室：下設預算股、會計股
- 人事室：下設組編任免股、獎懲待遇股
- 政風室：下設查處股、預防股
- 救災救護指揮中心：下設勤務股、綜合股、電訊股
- 訓練中心：下設訓練股、教育股

### 直屬大隊
有4個救災救護大隊，下轄12個中隊、45個救災救護分隊。
| 大隊             | 消防單位   | 地址                             | 電話                        |
| ---------------- | ---------- | -------------------------------- | --------------------------- |
| 第一救災救護大隊 | 大隊部     | 中正區泉州街40號4樓、6樓         | (02)2332-5631               |
| 第一救災救護大隊 | 中正中隊   | 中正區北平東路1號                | (02)2321-3802               |
| 第一救災救護大隊 | 萬華中隊   | 萬華區西藏路213之1號5樓          | (02)2337-4419               |
| 第一救災救護大隊 | 文山中隊   | 文山區樟新街2號                  | (02)2936-1527               |
| 第一救災救護大隊 | 泉州分隊   | 中正區泉州街40號                 | (02)2337-4679               |
| 第一救災救護大隊 | 華山分隊   | 中正區北平東路1號                | (02)2341-2668               |
| 第一救災救護大隊 | 城中分隊   | 中正區忠孝西路1段86號            | (02)2381-2839               |
| 第一救災救護大隊 | 忠孝分隊   | 中正區忠孝東路2段8號             | (02)2351-6396               |
| 第一救災救護大隊 | 古亭分隊   | 大安區基隆路4段156號（臨時駐地） | (02)2363-3293               |
| 第一救災救護大隊 | 雙園分隊   | 萬華區西藏路213之1號             | (02)2305-3374               |
| 第一救災救護大隊 | 龍山分隊   | 萬華區桂林路137號                | (02)2312-2496               |
| 第一救災救護大隊 | 萬芳分隊   | 文山區萬美街1段52號              | (02)2230-5720               |
| 第一救災救護大隊 | 木柵分隊   | 文山區木柵路2段200號             | (02)2939-1604               |
| 第一救災救護大隊 | 景美分隊   | 文山區景文街30號                 | (02)2931-1405               |
| 第一救災救護大隊 | 寶橋分隊   | 文山區樟新街2號                  | (02)2939-5140               |
| 第二救災救護大隊 | 大隊部     | 信義區松智路40號5樓              | (02)2758-3798               |
| 第二救災救護大隊 | 大安中隊   | 大安區復興南路二段92號5樓        | (02)2708-4739               |
| 第二救災救護大隊 | 南港中隊   | 南港區興中路6號4樓               | (02)2788-3995               |
| 第二救災救護大隊 | 信義中隊   | 信義區松智路40號4樓              | (02)2758-2390               |
| 第二救災救護大隊 | 金華分隊   | 大安區愛國東路79巷13號           | (02)2391-7653               |
| 第二救災救護大隊 | 安和分隊   | 大安區安和路2段2號               | (02)2709-4191               |
| 第二救災救護大隊 | 復興分隊   | 大安區復興南路二段92號           | (02)2706-7965               |
| 第二救災救護大隊 | 南港分隊   | 南港區興中路6號                  | (02)2783-7757               |
| 第二救災救護大隊 | 舊莊分隊   | 南港區研究院路2段86號            | (02)2783-1453               |
| 第二救災救護大隊 | 成德分隊   | 南港區東新街63巷11號             | (02)2651-8983               |
| 第二救災救護大隊 | 信義分隊   | 信義區松仁路1號                  | (02)2758-8864               |
| 第二救災救護大隊 | 永吉分隊   | 信義區永吉路48號                 | (02)2767-5126               |
| 第二救災救護大隊 | 莊敬分隊   | 信義區松智路40號1樓              | (02)2758-1575               |
| 第三救災救護大隊 | 大隊部     | 松山區長安東路2段229號6樓        | (02)8773-6909               |
| 第三救災救護大隊 | 中山中隊   | 中山區松江路25巷9號              | (02)2517-8832               |
| 第三救災救護大隊 | 松山中隊   | 松山區八德路4段162號4樓          | (02)2768-4844               |
| 第三救災救護大隊 | 內湖中隊   | 內湖區民權東路6段9號3樓          | (02)2795-5747               |
| 第三救災救護大隊 | 大直分隊   | 中山區樂群二路143號              | (02)8502-6151               |
| 第三救災救護大隊 | 松江分隊   | 中山區松江路25巷9號              | (02)2517-8353               |
| 第三救災救護大隊 | 圓山分隊   | 中山區民族東路41號               | (02)2591-3384               |
| 第三救災救護大隊 | 建國分隊   | 中山區民族東路282號              | (02)2501-7795               |
| 第三救災救護大隊 | 八德分隊   | 松山區八德路4段162號             | (02)2769-4642               |
| 第三救災救護大隊 | 中崙分隊   | 松山區長安東路2段229號           | (02)8773-7055               |
| 第三救災救護大隊 | 東湖分隊   | 內湖區五分街8號                  | (02)2632-5393               |
| 第三救災救護大隊 | 大湖分隊   | 內湖區成功路5段5號               | (02)2790-6455               |
| 第三救災救護大隊 | 內湖分隊   | 內湖區成功路2段378號             | (02)2791-1511               |
| 第三救災救護大隊 | 民權分隊   | 內湖區民權東路6段9號3樓          | (02)2790-6940               |
| 第四救災救護大隊 | 大隊部     | 大同區重慶北路二段223號          | (02)2553-5196               |
| 第四救災救護大隊 | 大同中隊   | 大同區鄭州路109號                | (02)2559-8860               |
| 第四救災救護大隊 | 士林中隊   | 士林區中山北路5段376號           | (02)2595-1070 (02)2595-1059 |
| 第四救災救護大隊 | 北投中隊   | 北投區石牌路2段101號2樓          | (02)2820-3201               |
| 第四救災救護大隊 | 建成分隊   | 大同區承德路2段35號              | (02)2559-3748               |
| 第四救災救護大隊 | 延平分隊   | 大同區鄭州路109號                | (02)2558-2105               |
| 第四救災救護大隊 | 大同分隊   | 大同區重慶北路二段223號          | (02)2557-7233               |
| 第四救災救護大隊 | 山仔后分隊 | 士林區仰德大道4段161號           | (02)2861-6431               |
| 第四救災救護大隊 | 天母分隊   | 士林區中山北路7段194號           | (02)2871-4111               |
| 第四救災救護大隊 | 福安分隊   | 士林區延平北路7段42-7號          | (02)2810-8454               |
| 第四救災救護大隊 | 社子分隊   | 士林區延平北路5段2之1號          | (02)2811-8221               |
| 第四救災救護大隊 | 劍潭分隊   | 士林區中山北路5段376號           | (02)2881-3019               |
| 第四救災救護大隊 | 雙溪分隊   | 士林區至善路2段41號              | (02)8861-1296               |
| 第四救災救護大隊 | 後港分隊   | 士林區福港街153號                | (02)2881-6775               |
| 第四救災救護大隊 | 陽明山分隊 | 北投區勝利街1之2號               | (02)2861-6119               |
| 第四救災救護大隊 | 光明分隊   | 北投區光明路155號                | (02)2891-3161               |
| 第四救災救護大隊 | 關渡分隊   | 北投區知行路345號                | (02)2858-6084               |
| 第四救災救護大隊 | 石牌分隊   | 北投區石牌路2段101號             | (02)2821-3119               |
| 第四救災救護大隊 | 秀山分隊   | 北投區秀山路50號                 | (02)2895-8753               |

## 外部連結
- 臺北市政府消防局 （页面存档备份，存于）（中文）（英文）